# Svenska dagstidningar
Dagstidningar har givits ut i Sverige sedan 1600-talet och de har haft en stark ställning i det svenska mediesamhället och men har nu i begränsad omfattning påverkats av de nya medierna tv och internet. Dagstidningarna har, trots minskande antal läsare, i jämförelse med andra länder höga upplagor och hög andel läsare [källa behövs].

## Dagstidningarnas historia översikt och orsaker
Dagstidningar blev stor först under andra halvan av 1800-talet. Tidigare begränsades tidningarnas upplagor av två skäl. En tryckteknik som gjorde det svårt och dyrt att snabbt trycka stora upplagor. Trycktekniken utvecklades först genom snällpressen och sedan med rotationspressen så  att man snabbt kunde trycka stora upplagor. Pappret var fortsatt en begränsande faktor då tidningspapper gjort av textilfibrer av lump under hantverksmässiga former blev dyrt. Men på 1800-talet växte så pappers- och massaindustrin fram med sitt industriellt tillverkade trämassapapper. Detta var av sämre kvalitet men mycket billigare och det kunde tillverkas i rullar vilket passade rotationspressen. Tekniken att sätta texten blev också en begränsning men sättmaskinen gjorde denna snabbare och enklare. Den sista begränsningen var den långsamma nyhetsförmedlingen men då kom telegrafen och sedan telefonen och gjorde expressbud, ridande bud och så vidare föråldrade. Nyhetsförmedlingens samlande i telegrambyråer som Reuters, AP och TT underlättade och förbilligade nyhetsförmedlingen. Dessa tekniska förändringar skapade förutsättningar för stora tidningar i massupplagor. men gav också förutsättningar för mindre lokalatidningar som kunde klara sig tack vare lägre kostnader i framställningen och få större spridning hos den lokala befolkningen. Järnvägar och bilar underlättade också slutligen distributionen av tidningarna. 
Utvecklingen på senare år har varit den motsatta. Kostnaderna för pappret har ökat och likaså för trycket som blivit alltmera avancerat med fyrfärg och många illustrationer. Behovet har skapat behov av pressfotografer, som dock är dyra och det har växt upp bildbyråer. Distributionen har också blivit allt dyrare med en omfattande kostnad för transporter och tidningsbud. Distributionskostnaderna gjorde att det var möjligt med gratistidningar som förenklade distributionen med tidningsställ där läsarna själva fick ta sina tidningar. Gratistidningar och möjligheten att läsa nyheter på internet gjorde att dagstidningar snabbt tappade prenumeranter och lösnummerköpare. Internet undergrävde till slut även gratistidningarna då annonsmarknaden försvagades under 2000-talet. Tidningarna Punkt Se, City och Metro avvecklades men små lokala annonsfinansierade tidningar som mindre Lokaltidningen kunde överleva då de hade mindre krav på kvalitetsjournalistik och därmed lägre kostnader för produkten. Troligen hade deras annonsörer inte börjat annonsera i den utsträckningen på internet som de som gällde i storstadspressen. Antalet abonnenter krymper också hos tidningarna och framför allt har tidningarna inte lyckats med att få de yngre att bli prenumeranter på dagliga tidningar.
Marknaden präglas under 2000-talet av en snabb koncentration så att några få större ägare som Bonnier, Schibsted, Stampen och Gota Media äger de flesta tidningarna i Sverige. Marknaden ger fördel till den tidning som är störst på en ort den så kallade förstatidningen, vilken får flest annonser, högre intäkter och genom ett mer komplett annonsutbud större läsarattraktion. För att ge ekonomiskt stöd till främst andratidningar som konkurrensmässigt varit i underläge på respektive ort har sedan 1971 funnits ett statligt presstöd. Idag har utvecklingen av nya media lett till utvecklingen av ett nytt  mediastöd. Presstödsnämnden gav under åren 1976-2014 rapporten Dagspressens ekonomi.

## De största svenska dagstidningarna
Sveriges största dagstidning är Aftonbladet, oberoende socialdemokratisk, med 416 500 exemplar på vardagar 2006. Den oberoende liberala kvällstidningen Expressen äger även Göteborgs-Tidningen i Västsverige och Kvällsposten i söder (Expressen/GT /Kvällsposten 326 000 exemplar). Oberoende liberala Dagens Nyheter (347 000 ex) och obundet moderata Svenska Dagbladet (193 500 exemplar) är båda morgontidningar i Stockholm. Dagens Industri, med i huvudsak ekonomiska nyheter, hade 2007 en upplaga på 118 000. Andra storstadstidningar är Göteborgsposten (liberal, 242 700 exemplar), och Sydsvenska Dagbladet i Malmö (oberoende liberal, 123 000 exemplar). Sveriges största morgontidning utanför storstadsregionerna är Helsingborgs Dagblad i Helsingborg (oavhängig, 84 000 exemplar). Helsingborgs Dagblad är nu sammanslagen med Sydsvenska i ett företag.
Det fanns också gratisutdelade tidningar, Metro och City som ägdes av de ledande mediebolagen Stenbecksfären, Bonniers och norska Schibsted men de försvann under åren 2010-2019. De byggde på att distributionen för papperstidningar var en stor kostnad, och att det därför gick att finansiera en tidning med bara annonsintäkter om distributionskostnaden skars ner kraftigt. Med internet minskade annonsintäkterna även för gratistidningar samtidigt som nya sociala medier underminerade läsarintresset.

## Historia för de svenska dagstidningarna
I Sverige utkom en av de första dagstidningarna, Ordinari Post Tijdender  redan 1645. Den trycktes sedan som tidning till slutet av 2006 då den blev digital publikation. Under 1700-talet ökade antalet dagstidningar och 1776 kom Dagligt Allehanda, den första tidningen som kom ut alla dagar.. Pressen började växa under andrahalvan av 1800-talet och den blev av stor betydelse för den politiska opinionsbildningen och demokratiseringen av Sverige.
Dagens Nyheter grundades 1864 och var den första tidningen som vände sig till en bred publik till ett lågt pris. Ett antal stora svenska dagstidningar startade vid samma tid, inklusive Göteborgs-Posten (1863), Helsingborgs Dagblad (1867), Sydsvenska Dagbladet, Östgöta Correspondenten, Nerikes Allehanda och Upsala Nya Tidning. Den tekniska utvecklingen inom pappersbruk och tryckpressar gjorde att tidningarna blev billigare att trycka. Genom järnvägar och telegraf kunde också upplagorna spridas allt snabbare.
1889 kom Stockholms-Tidningen som även den gick i samma riktning och blev den första svenska tidningen som trycktes i en daglig upplaga på 100 000 exemplar.
Efter andra världskriget minskade antalet tidningar snabbt, med en omfattande tidningsdöd under 1950-talet. Under 1950-1960 minskade antalet tidningar i Sverige från 237 till 186. Tidningsdöden drabbade i stor omfattning andratidningar på mindre orter men även Stockholmstidningar drabbades. Många av de lokala socialdemokratiska tidningarna försvann under dessa år men även lokal borgerlig press drabbades.
Tidningsmarknaden har under 2000-talet påverkats kraftigt av internets intåg som ledande medium för den yngre generationen. Internet har lett till att antalet prenumeranter på papperstidningarna har minskat med förlorade intäkter för dagstidningarna. Samtidigt har annonsintäkterna minskat då allt fler annonser görs i etermedia eller på internet. Antalet dagstidningar som lagts ned under 2000-talet har varit betydande, till exempel Arbetet (2000) och Örebro Kuriren (2005), Dagbladet Nya Samhället (2015) och Östra Småland (2019). Nedläggningarna har således även drabbat stora mottagare av presstöd på senare år. Även konceptet med gratistidningarna har drabbats, Metro nedlades 2019, City vars sista edition lades ner 2015. De ekonomiska svårigheterna har drabbat även stora företag som Stampen och Bonnier.